# Hans Vonk

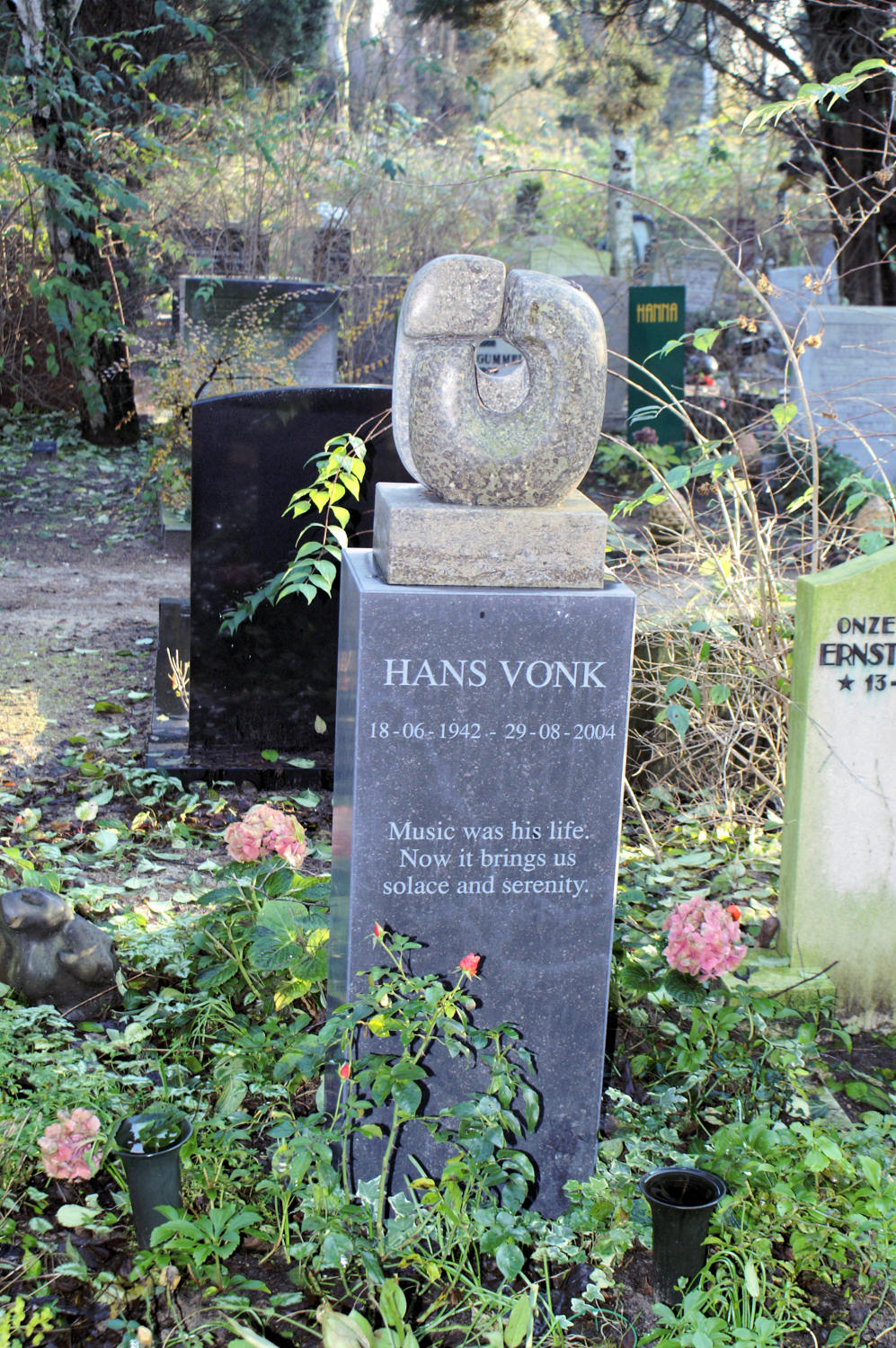
VonkWiki

Hans Vonk (Ámsterdam, 18 de junio de 1942-29 de agosto de 2004) fue un director de orquesta neerlandés.

## Formación
Fue hijo de Franciscus Cornelis y Wilhemina Vonk. Su padre era violinista  en la Orquesta del Concertgebouw y murió cuando Vonk tenía tres años de edad. Vonk estudió piano con Jaap Spaanderman en el Conservatorio de Ámsterdam y derecho en la Universidad de Ámsterdam. Durante este periodo se ganó la vida con actuaciones como pianista de jazz. Más tarde estudió dirección de orquesta con Hermann Scherchen y Franco Ferrara.

## Carrera musical
Vonk debutó como director con el Netherlands National Ballet. Posteriormente se casó con la bailarina Jessie Folkerts. También fue director ayudante en la Orquesta del Concertgebouw y director asociado en la Orquesta Real Filarmónica de Londres.
A continuación es nombrado director titular de la Nederlandse Ópera (1976-1985), de la Orquesta de la Residencia de La Haya (1980–1991) y de la Orquesta Filarmónica de la Radio de los Países Bajos. De 1985 a 1990, fue director principal conjunto de la Staatskapelle de Dresde y de la Ópera Semper de Dresde. En 1988 dirigió en La Scala de Milán una recuperación de la ópera de Jommelli,  Fetonte, pero entonces se tuvo que tomar un año de descanso después de ser diagnosticado con el Síndrome de Guillain-Barré, una enfermedad neurológica. Parece recuperarse y vuelve a dirigir. Es nombrado director titular de la Orquesta Sinfónica de la WDR de Colonia en 1991.

## Con la SLSO
En los EE. UU., hizo su primera actuación como director invitado con la Orquesta Sinfónica de San Luis (SLSO) en 1992.  En enero de 1995 fue nombrado director musical, después de Leonard Slatkin, y se hizo cargo del puesto en 1996.  En 2001, Vonk empezó a experimentar debilidad muscular, aunque no fue diagnosticado de una dolencia concreta.  En 2002,  dimitió de su puesto en St. Louis debido a estos problemas de salud, que fueron más tarde diagnosticados como esclerosis lateral amiotrófica (ALS).
Su última actuación con la SLSO fue la Sinfonía n.º 4 de Mahler, el sábado 4 de mayo de 2002. El aplauso final duró más de cuatro minutos y fue seguido por un reconocimiento de despedida leído por la Presidenta del Consejo de la orquesta, Virginia Weldon: "En reconocimiento a su liderazgo vital y a su arte ejemplar, así como a su contribución duradera al legado cultural de esta orquesta y de la región de Saint Louis, con gran afecto y orgullo este Consejo de la Orquesta Sinfónica de Saint Louis hace este reconocimiento al Maestro Hans Vonk, en este día, sábado 4 de mayo de 2002 en Saint Louis, Misuri." A lo cual el maestro brevemente respondió: "Señoras y señores, desde que soy director en Estados Unidos he supuesto que decía algo a la audiencia. Me gustaría darles las gracias por su presencia a través de estos seis años. Todo lo que quería expresar ya ha sucedido esta noche en el escenario."
Tras su fallecimiento, la SLSO le dedicó un concierto en el que se interpretó la Gran misa de los muertos de Berlioz.

## Años finales
En marzo de 2002, Vonk fue nombrado director principal de la Netherlands Radio Symphony (NRSO). Mantuvo el puesto hasta la temporada 2003-2004 y fue el último director principal de la orquesta antes de su disolución.  Su enfermedad lo había debilitado hasta el punto que dirigió varios conciertos de la NRSO desde una silla de ruedas.  El 29 de agosto de 2004 Vonk murió en su casa de Ámsterdam y está enterrado en aquella ciudad bajo el epitafio (en inglés):
Music was his life.
 Now it brings us
 Solace and serenity.
Luuk Reurich escribió una biografía de Vonk, Hans Vonk, Een dirigentenleven (Hans Vonk, la vida de un director), publicada en 2006. Sus grabaciones discográficas están en los sellos Chandos y Denon, entre otros, e incluyen dos CD del compositor holandés Alphons Diepenbrock. Vonk fue considerado como un especialista en la música de Anton Bruckner así como un defensor de la música de Peter Schat, incluyendo el estreno mundial de su ópera Houdini.

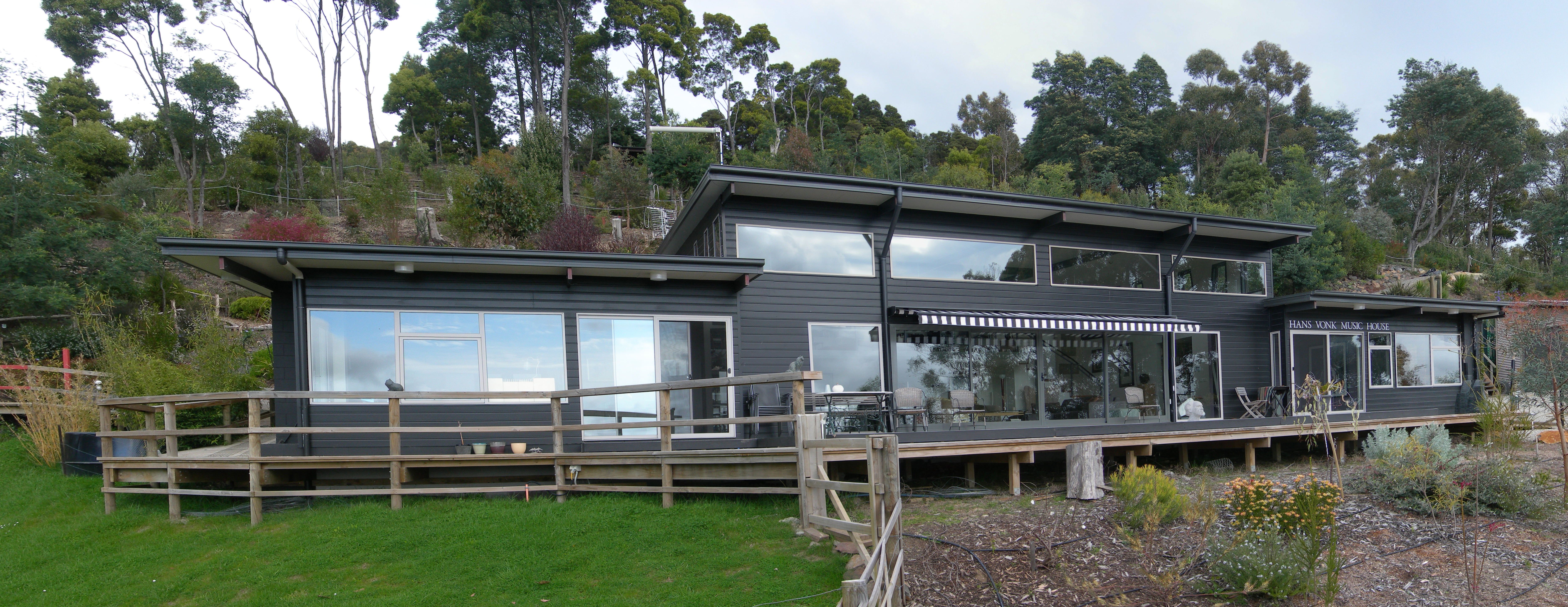
Casa de la Música Hans Vonk

Su viuda Jessie se trasladó a Tasmania después de la muerte de su marido. En su memoria construyó la Casa de la Música Hans Vonk que alberga recitales de música de cámara desde 2010.

## Discografía seleccionada
- Johannes Brahms : Academic Festival Overture, Alto Rapsody (con Yvonne Naef), Haydn Variations, 2003, Netherlands Radio Symphony Orchestra & choir, Pentatone classics
- Claude Debussy : La Mer; Maurice Ravel : Valses Nobles et Sentimentales; Albert Roussel : Suite nº 2 de Bacchus et Ariane, 2007, Pentatone classics
- Gluck : Orfeo y Eurídice, Torangeau, Malfitano, Barbara Hendricks, 2000.